# 1994年大西洋飓风季时间轴

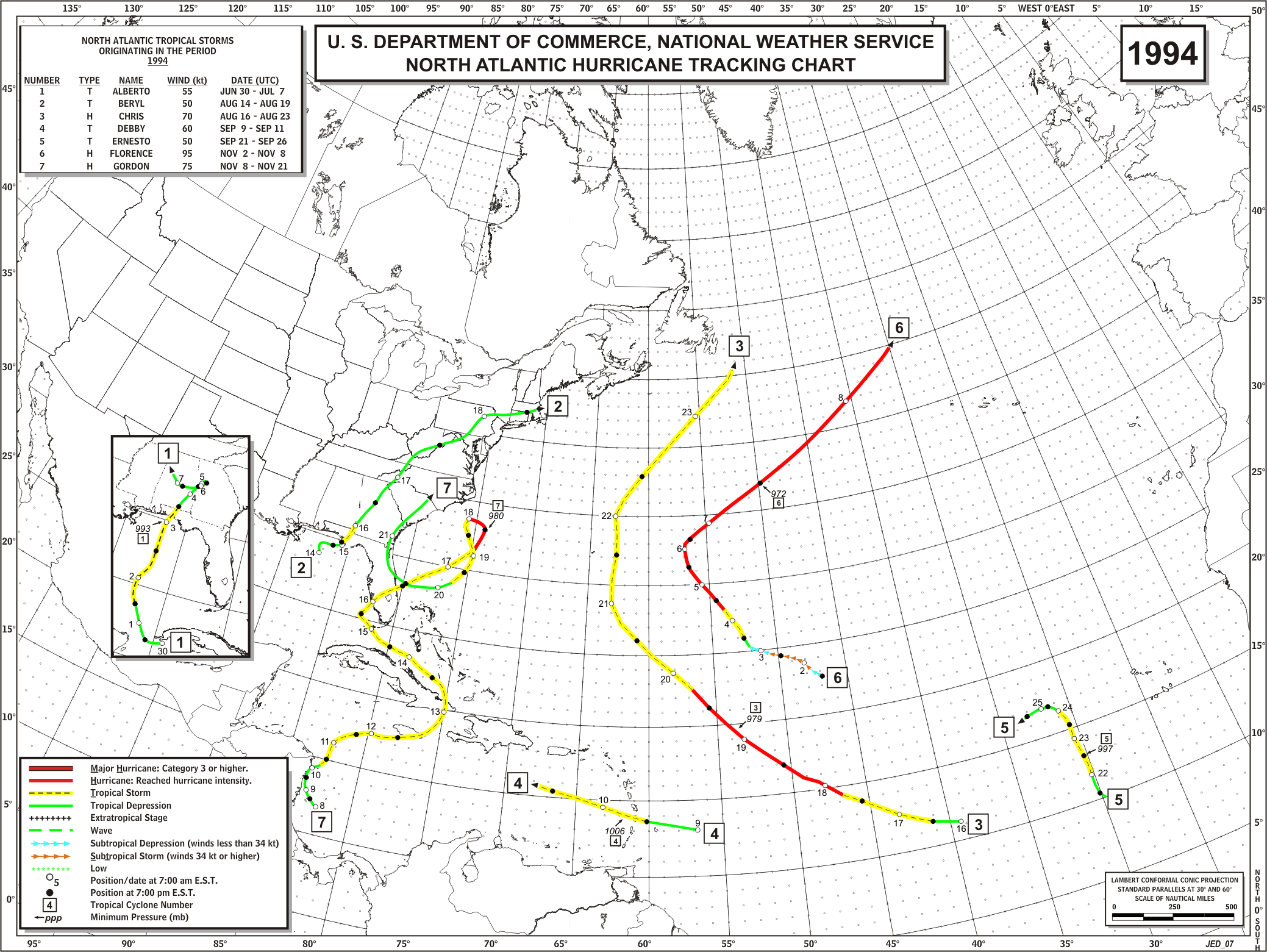
1994年大西洋飓风季所有风暴的路径图。

1994年大西洋飓风季是一次活跃程度低于平均水平的大西洋飓风季，一共产生了7个获得命名的热带气旋。本季从1994年6月1日正式开始，11月30日结束，传统上这样的日期界定了一年中绝大多数热带气旋在大西洋形成的时间段。热带风暴阿尔贝托是第一个获得命名的风暴，于6月30日形成，全季最后一场风暴则是11月21日消散的飓风戈登。这个时间轴中记录了本季所有热带气旋形成、增强、减弱、登陆、转变成温带气旋以及消散的具体信息。还包括实际操作中没有发布的信息，如美国国家飓风中心在风暴过后进行的回顾。包括最大持续风速、位置、距离在内的所有数字都是经四舍五入换算成整数。
全季共计产生了7个获得命名的风暴，其中3个达到飓风强度，但没有任何一个成为大型飓风，即没有任何风暴强度可以在萨菲尔-辛普森飓风等级中达到三级或以上。热带风暴阿尔贝托给美国东南部带去了暴雨并引发洪灾，导致超过18,000户民宅受损或被毁，一共造成了约7.5亿美元（1994年美元，相当于2025年的15.4億美元）的损失。到了8月，热带风暴贝丽尔又给佛罗里达州、乔治亚州、南卡罗莱纳州和北卡罗莱纳州带去倾盆大雨，还有其他多个州也出现了中等程度降水。贝丽尔还致使多人受伤，其中大部分都是因风暴催生的一场龙卷风导致。9月，热带风暴黛比在加勒比地区导致9人丧生。11月的飓风戈登是本季造成影响最为严重的风暴，其前后共有六次登陆，给从哥斯达黎加到北卡罗莱纳州之间的多个国家和地区构成破坏和人员伤亡，单海地就有1,122人因戈登产生的严重洪灾和泥石流死亡。

## 事件时间轴

### 6月
6月1日
- 1994年大西洋飓风季正式开始。

6月30日

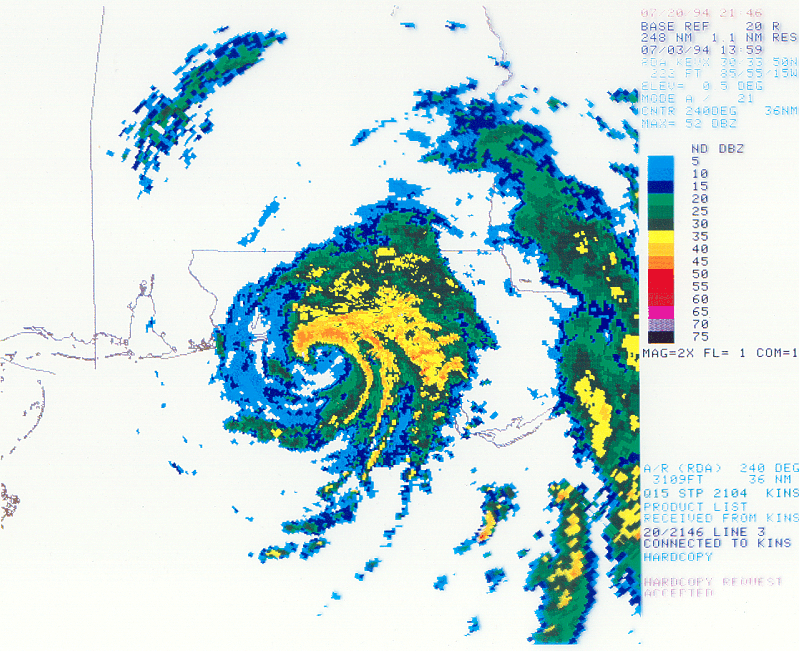
热带风暴阿尔贝托登陆前的雷达图像。

- 协调世界时早上6点：第一号热带低气压在古巴瓜内东南方向约75公里海域形成。

### 7月
7月2日
- 凌晨0点：第一号热带低气压增强成热带风暴阿尔贝托。

7月3日
- 下午15点：热带风暴阿尔贝托以每小时100公里风速在佛罗里达州德斯坦附近登陆。

7月4日
- 凌晨0点：热带风暴阿尔贝托减弱成热带低气压。

7月8日
- 凌晨0点：热带低气压阿尔贝托在阿拉巴马州中部上空消散。

7月20日
- 早上6点：第二号热带低气压在南卡罗莱纳州查尔斯顿东南方向约120公里处洋面形成。
- 下午2点：第二号热带低气压以每小时55公里风速从南卡罗莱纳州乔治敦附近登陆。

7月21日
- 中午12点：第二号热带低气压在北卡罗莱纳州南部上空消散。

### 8月
8月14日

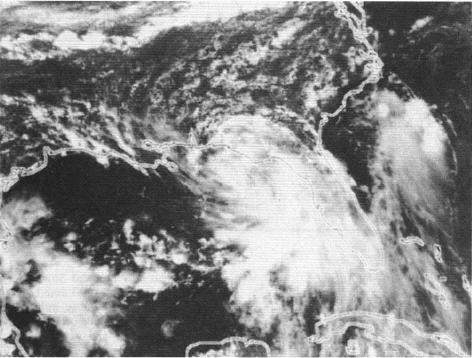
8月14日的第三号热带低气压。

- 中午12点：第三号热带低气压在佛罗里达州塔拉赫西西南方向265公里外海域形成。

8月15日
- 中午12点：第三号热带低气压增强成热带风暴贝丽尔。

8月16日
- 凌晨0点：热带风暴贝丽尔以每小时95公里风速在佛罗里达州巴拿马城附近登陆。
- 中午12点：热带风暴贝丽尔减弱成热带低气压。
- 中午12点：第四号热带低气压在布拉瓦岛西南偏南方向1640公里外洋面形成。

8月17日
- 凌晨0点：第四号热带低气压增强成热带风暴克里斯。

8月18日
- 早上6点：热带风暴克里斯达到飓风强度。

8月19日
- 早上6点：热带风暴贝丽尔在康涅狄格州上空因被一股锋面低压槽吸收而消散。
- 中午12点：飓风克里斯在巴布达岛西北偏西方向约920公里海域达到风力时速140公里的最高强度。

8月20日
- 早上6点：飓风克里斯减弱成热带风暴；

8月24日

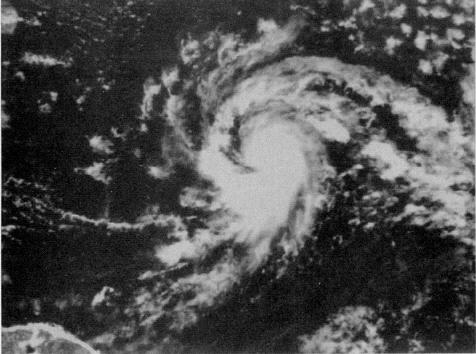
8月17日的热带风暴克里斯。

- 凌晨0点：热带风暴克里斯因与纽芬兰岛东南方向的一个温带气旋合并而消散。

8月29日
- 中午12点：第五号热带低气压在墨西哥韦拉克鲁斯东北方向约355公里洋面形成。

8月31日
- 早上6点：第五号热带低气压以每小时55公里风速在墨西哥的坦皮科附近登陆。
- 下午18点：第五号热带低气压在墨西哥山区上空消散。

### 9月
9月9日
- 中午12点：第六号热带低气压在巴巴多斯以西约285公里海域形成。

9月10日
- 凌晨0点：第六号热带低气压增强成热带风暴黛比。
- 凌晨3点：热带风暴黛比以每小时100公里风速从圣卢西亚上空掠过。

9月11日

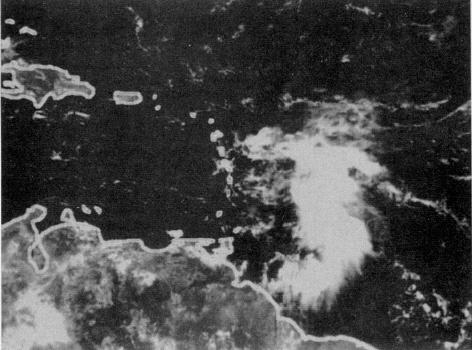
9月9日的热带风暴黛比。

- 早上6点：热带风暴黛比在加勒比海减弱成东风波。

9月21日
- 下午18点：第七号热带低气压在佛得角布拉瓦岛西南方向约760公里洋面形成。

9月22日
- 中午12点：第七号热带低气压增强成热带风暴埃内斯托。

9月24日
- 中午12点：热带风暴埃内斯托减弱为热带低气压。
- 中午12点：第八号热带低气压在洪都拉斯海岸线以北15公里海域形成。

9月25日
- 下午18点：第八号热带低气压以每小时55公里风速从伯利兹南部登陆。

9月26日
- 凌晨0点：热带低气压埃内斯托在开放海域上空消散。
- 下午18点：第八号热带低气压在危地马拉东部上空消散。

9月27日
- 中午12点：第九号热带低气压在佛得角培亚东南方向320公里洋面形成。

9月29日
- 凌晨0点：第九号热带低气压在薩爾島附近上空消散。

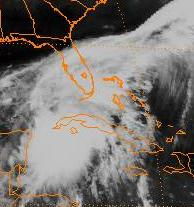
正处最高强度的第十号热带低气压

- 早上6点：第十号热带低气压在墨西哥科苏梅尔岛以东约85公里海域形成。

9月30日
- 凌晨0点：第十号热带低气压进入墨西哥湾。
- 下午18点：第十号热带低气压在开放海域上空消散。

### 10月
- 整个10月都没有热带气旋在大西洋盆地发展和形成。

### 11月
11月2日
- 凌晨0点：巴布达岛东北方向约1640公里洋面形成了一个亚热带低气压。
- 早上6点：亚热带低气压增强成亚热带风暴。

11月3日
- 早上6点：亚热带风暴减弱成亚热带低气压。
- 下午18点：亚热带低气压表现出足够的热带天气系统特征，因此由气象部门重新归类为第十一号热带低气压。

11月4日
- 凌晨0点：第十一号热带低气压增强成热带风暴佛罗伦萨。
- 下午18点：热带风暴佛罗伦萨达到飓风强度。

11月7日

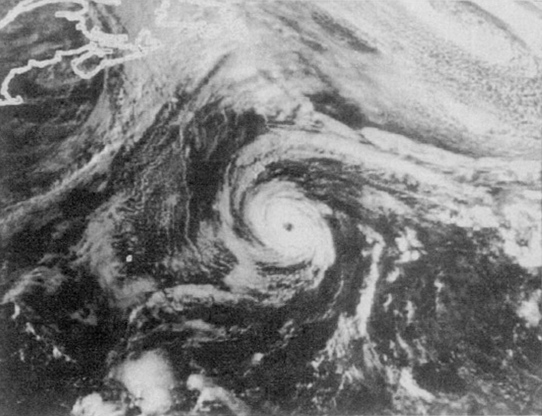
达到最高强度的飓风佛罗伦萨。

- 下午18点：飓风佛罗伦萨增强成二级飓风。

11月8日
- 凌晨0点：飓风佛罗伦萨在百慕大东北方向1445公里海域达到风力时速175公里的最高强度。
- 中午12点：第十二号热带低气压在尼加拉瓜布卢菲尔兹以东约160公里洋面形成。
- 下午18点：飓风佛罗伦萨减弱成一级飓风。

11月9日
- 凌晨0点：飓风佛罗伦萨因被温带气旋吸收而消散。

11月10日
- 早上6点：第十二号热带低气压以每小时55公里风速在尼加拉瓜卡贝萨斯港附近登陆。
- 下午18点：第十二号热带低气压增强成热带风暴戈登。

11月13日
- 凌晨3点：热带风暴戈登以每小时65公里风速在京斯敦附近登陆京斯敦。
- 下午13点：热带风暴戈登在古巴的关塔那摩湾附近以每小时75公里风速登陆。

11月15日
- 下午13点：热带风暴戈登以每小时85公里风速在佛罗里达州基韦斯特附近登陆。

11月16日
- 下午13点：热带风暴戈登以每小时85公里风速在佛罗里达州麦尔兹堡附近登陆。

11月17日

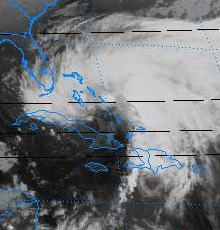
11月14日的热带风暴戈登

- 下午18点：热带风暴戈登增强成飓风。

11月18日
- 凌晨0点：飓风戈登在北卡罗莱纳州威尔明顿东南方向365公里洋面达到风速每小时140公里的最高强度。
- 下午：18点：飓风戈登减弱成热带风暴。

11月20日
- 早上6点：热带风暴戈登减弱成热带低气压。

11月21日
- 凌晨3点：热带低气压戈登以每小时45公里风速在佛罗里达州卡纳维拉尔角附近登陆。

11月22日
- 凌晨0点：热带低气压戈登在南卡罗莱纳州上空消散。

11月30日
1994年大西洋飓风季正式结束。